# Capepe
Capepe o Poggio di Capepe è una montagna dell'isola d'Elba. 

## Descrizione
Situata nella parte occidentale dell'isola, fa parte della Catena del Monte Capanne e raggiunge un'altezza di 625 metri sul livello del mare; si trova alle pendici del Monte Giove. 
Il toponimo, attestato dal XVI secolo e riportato come Poggio di Capepe nel 1840, deriva probabilmente da «Casa di Pepe», ossia «Casa di Giuseppe». Sulla sommità si trovano due quartieri pastorali, i Caprili di Capepe.